# Jardim da Pena
O Jardim da Pena é um jardim localizado na freguesia de Massarelos, na cidade do Porto, Portugal.
É o mais recente jardim da cidade, que veio reabilitar um antigo espaço degradado de construções clandestinas. Pequeno e simples, proporciona uma vista panorâmica sobre as encostas sobranceiras ao rio Douro.
Integrado num dos percursos dos Caminhos do Romântico do Porto, localiza-se junto à Faculdade de Letras, ao Campo Alegre.